# Trupanea amoena
Trupanea amoena är en tvåvingeart som först beskrevs av Georg von Frauenfeld 1857.  Trupanea amoena ingår i släktet Trupanea och familjen borrflugor. Arten har ej påträffats i Sverige. Inga underarter finns listade i Catalogue of Life.